# Władysław Pachulski
Władysław Pachulski (ros. Владислав Альбертович Пахульский) (ur. 12 października 1857 w Łazach, zm. 1919 w Moskwie) – polski skrzypek i pianista, brat Henryka Pachulskiego, sekretarz Nadieżdy von Meck.
Był uczniem Jana Hřímalego i Piotra Czajkowskiego.
Władysław Pachulski został w 1882 roku nauczycielem języka polskiego i muzyki dzieci Nadieżdy von Meck i jej osobistym sekretarzem. Poślubił jej córkę Julię (1853–1915). Przez wiele lat był pośrednikiem w kontaktach Czajkowskiego z Nadieżdą von Meck.